# Golfo de Mecklemburgo
El golfo de Mecklemburgo, también conocido como bahía de Mecklemburgo, (del alemán: Mecklenburger Bucht o Mecklenburgische Bucht) es una gran bahía en el sudoeste del mar Báltico, estando delimitada por una línea imaginaria que va desde el extremo de la isla de Fehmarn (Schleswig-Holstein) hasta Darß, el extremo norte de la península de Fischland-Darß-Zingst (Mecklemburgo-Pomerania Occidental). Incluye la bahía de Lübeck y la bahía de Wismar. En las riberas del golfo de Mecklemburgo se encuentran las ciudades de Lübeck y Rostock.
En la ribera opuesta del golfo están las islas danesa de Lolland, Falster y Møn, todas ellas pertenecientes a la røegión de Selandia.
- Datos: Q317006
- Multimedia: Bay of Mecklenburg / Q317006